# ことゆいジャグリング

『ことゆいジャグリング』は、岬下部せすなによる4コマ漫画作品。芳文社の雑誌『まんがタイムきららキャラット』において2005年6月号から2007年5月号まで隔月で連載された。

## 作品概要
唯は人と接するのが苦手な少女。ある日唯の隣にサーカスがやってきた。唯はサーカスの少女・小鳥と出会う。天真爛漫な小鳥と出会うことで少しずつ変わっていく。

## 主な登場人物
高城唯（たかしろ ゆい）
人と接するのが苦手で友達がいない少女。両親は長期出張のため不在で一人暮し。隣にやってきた小鳥が話し掛けてくるようになるが、最初は距離のとり方がつかめず戸惑う。勉強が得意でテストはいつも学年トップ。動物の毛アレルギーである。小鳥と出会うことで少しずつ変わっていく。字が下手。ちなみに胸のサイズはBカップ
山吹小鳥（やまぶき ことり）
唯の隣に引っ越してきたサーカスの少女。サーカスでの担当は軽業と動物使いで、動物に好かれる才能がある。唯の通う高校に転校してくる。サーカスの仕事で世界中を回っていたため、外国語が得意。人なつっこいためサーカスの公演先で知り合った友達がたくさんいる。明るい性格で唯に影響を与えていく。
桜坂ひるね（さくらざか ひるね）
唯と小鳥のクラスメイト。成績はいつも2位。両親は有名大学の教授。唯をライバル心しているようで実は彼女と仲良くなりたいと思っていたが自分と同様に友達がいないと思っていた唯が小鳥と仲良くなって変わっていくのにショックを受ける。おやつの時間が大好きで、サンタクロースを信じている。
団長
サーカスの団長。右目に片眼鏡をかけている。可愛い子を見つけるとすぐにスカウトする。衣装をデザインして作るのが上手。
アコ
サーカスの団員、担当はナイフ投げ。普段はオドオドしているがナイフを握ると性格が変わる。ハンドルを握っても性格が変わる。
ユズ
サーカスの団員、担当は占い。宇宙と交信している。唯の町でサーカス公演を行なったときの公演場所は、ユズの占いによって決められた。ひるねにアドバイスをしたりもした。
大蔵先生
唯たちの学校の女性教師。10年くらい前の高校生のときにサーカスの公演で団長と知り合っている。その際にライオンとにらみ合って勝ったことがある。

## 書誌情報

### 単行本
芳文社より「まんがタイムKRコミックス」として刊行されている。全1巻。
- 全1巻（2007年5月11日発行） ISBN 978-4-8322-7626-0

## 余談
ニコニコ動画で本作のムービーを作ってアップされた動画があり、作者の岬下部がその動画を気に入って、HPにリンクを貼っているという作者公認の動画という珍しいものができた。

## 他作品との関連
- 作中、えすぴー都 見参!の都が電車に乗っていた時のことを話す唯の回想で彼女の隣に座る場面があった。